# Antonio Benivieni
Pour les articles homonymes, voir Benivieni.
Antonio Benivieni est, né à Florence le 3 novembre 1443 et mort dans la même ville le 2 novembre 1502, un médecin florentin considéré comme le pionnier de l'autopsie pour la détermination des causes de la mort.

## Biographie
Antonio Benivieni est le premier des cinq enfants de Paolo Benivieni, notaire, et de Nastagia de' Bruni, d'une ancienne et noble famille florentine.
Il embrasse d'abord une carrière littéraire et étudie le latin et le grec avec Cristoforo Landino. Il abandonne ensuite les Lettres pour se consacrer à la médecine toujours sous la protection des Médicis : Cosme l'Ancien et Pierre de Médicis dit le Goutteux.
Il étudie la médecine à l'université de Pise ainsi qu'à celle de Sienne. Devenu médecin en 1470, il acquiert une grande renommée à la suite de sa précision dans les diagnostics, pour son utilisation rationnelle des médicaments et surtout pour son habileté en tant que chirurgien.
Il devient le médecin des membres de familles nobles et puissantes telles que les Médicis, les Pazzi, les Adimari, les Strozzi et également des couvents Saint-Nicolas, Sainte-Catherine, Santissima Annunziata et San Marco. Il soigne François Guichardin à seize ans et Savonarole dont il devient l'ami et le disciple. Il est très lié au cercle de Laurent de Médicis dont il soigne la fille. Il lui dédie De Regimine Sanitatis où il explique à Laurent le Magnifique comment cultiver « à la fois la Philosophie et la Médecine : la première, la mère de tous les arts, guérit les âmes et les libère des désirs ; la seconde doit surtout nous préserver des maladies du corps. » Il lui dédie aussi De peste. Il fait partie de l'Académie néoplatonicienne de Marsilio Ficino.
Bienvieni n'a pas publié au cours de sa vie le résultat de ses nombreuses études bien qu'il ait pratiqué quinze autopsies en essayant de les corréler avec le motif du décès, pour en comprendre la cause.
Le traité intitulé De Abditis morborum Causis(Les Causes cachées de la maladie) est publié en 1507 peu de temps après sa mort par Giovanni Rosati, un médecin florentin, à la demande du frère d'Antonio, Girolamo Benivieni,.
Ce livre est considéré comme l'un des premiers ouvrages consacrés à la pathologie.